# Roville-devant-Bayon
Roville-devant-Bayon és un municipi francès situat al departament de Meurthe i Mosel·la i a la regió del Gran Est. L'any 2007 tenia 715 habitants.

## Demografia

### Població
El 2007 la població de fet de Roville-devant-Bayon era de 715 persones. Hi havia 279 famílies, de les quals 77 eren unipersonals (16 homes vivint sols i 61 dones vivint soles), 65 parelles sense fills, 109 parelles amb fills i 28 famílies monoparentals amb fills.
La població ha evolucionat segons el següent gràfic:
Habitants censats

### Habitatges
El 2007 hi havia 300 habitatges, 277 eren l'habitatge principal de la família, 3 eren segones residències i 20 estaven desocupats. 192 eren cases i 108 eren apartaments. Dels 277 habitatges principals, 192 estaven ocupats pels seus propietaris, 84 estaven llogats i ocupats pels llogaters i 1 estava cedit a títol gratuït; 1 tenia una cambra, 23 en tenien dues, 55 en tenien tres, 78 en tenien quatre i 120 en tenien cinc o més. 182 habitatges disposaven pel capbaix d'una plaça de pàrquing. A 122 habitatges hi havia un automòbil i a 115 n'hi havia dos o més.

### Piràmide de població
La piràmide de població per edats i sexe el 2009 era:
| Homes | Edats   | Dones |
| ----- | ------- | ----- |
| 0     | 95 o +  | 0     |
| 8     | 90 a 94 | 0     |
| 0     | 85 a 89 | 4     |
| 4     | 80 a 84 | 12    |
| 16    | 75 a 79 | 8     |
| 20    | 70 a 74 | 16    |
| 8     | 65 a 69 | 12    |
| 12    | 60 a 64 | 24    |
| 16    | 55 a 59 | 4     |
| 20    | 50 a 54 | 20    |
| 40    | 45 a 49 | 24    |
| 16    | 40 a 44 | 40    |
| 20    | 35 a 39 | 24    |
| 32    | 30 a 34 | 12    |
| 20    | 25 a 29 | 16    |
| 16    | 20 a 24 | 24    |
| 28    | 15 a 19 | 32    |
| 16    | 10 a 14 | 12    |
| 36    | 5 a 9   | 8     |
| 16    | 0 a 4   | 8     |

## Economia
El 2007 la població en edat de treballar era de 442 persones, 339 eren actives i 103 eren inactives. De les 339 persones actives 297 estaven ocupades (163 homes i 134 dones) i 41 estaven aturades (25 homes i 16 dones). De les 103 persones inactives 35 estaven jubilades, 29 estaven estudiant i 39 estaven classificades com a «altres inactius».

### Ingressos
El 2009 a Roville-devant-Bayon hi havia 316 unitats fiscals que integraven 841,5 persones, la mediana anual d'ingressos fiscals per persona era de 16.528 €.

### Activitats econòmiques
Dels 24 establiments que hi havia el 2007, 4 eren d'empreses de construcció, 8 d'empreses de comerç i reparació d'automòbils, 4 d'empreses de transport, 2 d'empreses d'informació i comunicació, 1 d'una empresa financera, 4 d'empreses de serveis i 1 d'una empresa classificada com a «altres activitats de serveis».
Dels 5 establiments de servei als particulars que hi havia el 2009, 1 era un taller de reparació d'automòbils i de material agrícola, 1 taller d'inspecció tècnica de vehicles, 1 paleta, 1 lampisteria i 1 electricista.
Dels 3 establiments comercials que hi havia el 2009, 1 era un hipermercat, 1 una botiga de més de 120 m² i 1 una botiga de roba.
L'any 2000 a Roville-devant-Bayon hi havia 5 explotacions agrícoles.

## Equipaments sanitaris i escolars
El 2009 hi havia 1 escola maternal i 1 escola elemental integrada dins d'un grup escolar amb les comunes properes formant una escola dispersa.

## Poblacions més properes
El següent diagrama mostra les poblacions més properes.